# Ministerio de Finanzas Públicas
El Ministerio de Finanzas Públicas (MINFIN) es el Ministerio encargado de dirigir las finanzas de Guatemala, por lo cual le corresponde cumplir y hacer cumplir todo lo relativo al régimen jurídico hacendario del Estado, incluyendo la recaudación y administración de los ingresos fiscales, la gestión de financiamiento interno y externo, la ejecución presupuestaria y el registro y control de los bienes que constituyen el patrimonio del Estado. En lo relativo a la recaudación tributaria, control aduanero y otros, el Ministerio de Finanzas Públicas es ayudado por la Superintendencia de Administración Tributaria.

## Funciones
Entre las funciones del Ministerio de Finanzas Públicas encontramos:
1. Formular la política fiscal y financiera de corto, mediano y largo plazo, en función de la política económica y social del Gobierno.
2. Proponer al Organismo Ejecutivo la política presupuestaria y las normas para su ejecución dirigiendo, coordinando y consolidando la formulación del proyecto de presupuesto general de ingresos y egresos del Estado en lo que corresponde al Gobierno Central y entidades descentralizadas y autónomas para su presentación al Congreso de la República.
3. Formular las normas para la desconcentración en la percepción de los ingresos y en la ejecución de los egresos.
4. Programar el flujo de ingresos y egresos con base en las prioridades y disponibilidades del Gobierno, en concordancia con los requerimientos de los organismos y dependencias del Estado.
5. Transferir a los Organismos y entidades del Estado los recursos financieros asignados en sus respectivos presupuestos, en función de los ingresos percibidos.
6. Llevar el registro consolidado de la ejecución presupuestaria y de la contabilidad del Estado, facilitar los lineamientos de su aplicación desconcentrada, así como preparar los informes analíticos consolidados correspondientes.
7. Evaluar cuatrimestralmente la ejecución del presupuesto general de ingresos y egresos del Estado y proponer las medidas correlativas que sean necesarias.
8. Efectuar el cierre contable y liquidar anualmente el presupuesto general de ingresos y egresos del Estado.
9. Recaudar, administrar, controlar y fiscalizar los tributos y, en general, todas las demás rentas e ingresos que deba percibir el Gobierno, de conformidad con la ley.
10. Llevar los registros y ejercer las acciones administrativas y judiciales necesarias para cobrar los tributos que se adeuden y denunciar la posible comisión de delitos o faltas contra la hacienda pública.
11. Administrar descentralizadamente el sistema aduanero de conformidad con la ley y los convenios internacionales.
12. Proponer al Organismo Ejecutivo los anteproyectos de ley necesarios para la racionalización y sistematización de la legislación tributaria.
13. Consolidar el registro de los bienes del Estado y los títulos-valores que constituyan activos del Estado, incluyendo los de las entidades descentralizadas y autónomas.
14. Controlar, registrar y custodiar los fondos y valores públicos, excepto cuando dichas funciones estén atribuidas por la ley a órganos o dependencias distintas.
15. Definir, con base en la política económica y social del Gobierno, conjuntamente con el órgano de planificación del Estado, la política para la formulación, priorización, evaluación y selección de proyectos de inversión y programas a ser ejecutados con recursos internos, financiamiento y cooperación externa.
16. Programar, gestionar, negociar, contratar por delegación de la autoridad , registrar y fiscalizar las operaciones de financiamiento externo, así como también disponer lo relativo a la cooperación internacional en general, y realizar los análisis respectivos para prever la capacidad de endeudamiento del Gobierno. Se exceptúan de esta función, los casos contemplados en el inciso g) del artículo 14 de la Ley del Organismo Ejecutivo.
17. Programar, negociar, registrar, controlar y administrar el endeudamiento interno, las donaciones y los legados.
18. Gestionar la constitución, en cualquiera de las instituciones del sistema bancario nacional, de los fideicomisos, fondos y otros instrumentos financieros y la ejecución de los programas del Gobierno Central, así como reglamentar, registrar y controlar su operación. Para el efecto se deberá coordinar conjuntamente con las instituciones responsables del sector.
19. Programar y administrar el servicio de la deuda pública interna y externa del Gobierno Central y llevar el registro respectivo.
20. Coordinar el sistema de contrataciones y adquisiciones del Gobierno Central y sus entidades descentralizadas y autónomas.